# Bran (mytologi)
Bran (kråka) eller Bendigeidfran (Bran den välsignade) var i keltisk mytologi i Britannien en central men sammansatt gestalt.
Bran är en gestalt som förmodligen sprungit ur en kontinental förebild. Eftersom det berättas om strider mellan Bran och Belis har man antagit att de stod i motsatsförhållande till varandra.
I Mabinogions första gren, Branwen dotter till Llyr, uppträder Bran, där kallad Bendigeidfran, som kung av Britannien och strider mot Matholwch kung över Irland. Storvuxen som han var kunde han vada över till den gröna ön och senare tjänstgöra som bro över en flod. I sagan har han heller aldrig varit inne i ett hus utan bor enbart i tält. 
Slagna hjältar kunde återfå livet i Brans väldiga gryta och hans koppling till kärl och vattendrag återkommer senare i besläktade gestalter i gralberättelserna, då som fiskarkungen och gudomen Bron. I denna roll bodde han i ett slott intill en flod omgärdat av mysterier med ett läckande kärl i centrum.
I Branwen ferch Lyr ger Bendigeidfran (Bran) order om att hans huvud ska avlägsnas från hans kropp och begravas vid Towern i London som talisman för staden. Korparna som fortfarande hålls där kan vara en kvarleva från en kult på platsen. I en walesisk triad berättas det även att kung Artur grävde upp Bendigeidfrans (Bran) huvud.